# Haplochromis serranus
Haplochromis serranus är en fiskart som först beskrevs av Pfeffer, 1896.  Haplochromis serranus ingår i släktet Haplochromis och familjen Cichlidae. IUCN kategoriserar arten globalt som otillräckligt studerad. Inga underarter finns listade i Catalogue of Life.